# Carol Ann Duffy
Carol Ann Duffy, född 23 december 1955 i Glasgow i Skottland, är en brittisk poet och dramatiker. År 2009 utnämndes hon som första kvinna till poet Laureate i Storbritannien.
Hennes verk behandlar ämnen som könsfrågor och förtryck, men på ett vardagligt och lättillgängligt språk. Hon har tilldelats Brittiska imperieorden (1995) och ett flertal litterära priser, bland andra T.S. Eliot Prize och Whitbread Book Award.